# فرد بلکبورن
فرد بلکبورن (به انگلیسی: Fred Blackburn) بازیکن فوتبال زادهٔ ۱ سپتامبر ۱۸۷۹ اهل کشور انگلستان که سابقهٔ بازی در تیم ملی فوتبال انگلستان را در کارنامهٔ خود دارد. وی در تاریخ ۳۰ مارس ۱۹۰۱ نخستین بازی ملی خود را در مقابل تیم ملی فوتبال اسکاتلند انجام داد و با حضور در ۳ بازی ملی، در تاریخ ۹ آوریل ۱۹۰۴ واپسین بازی ملی‌اش را در برابر تیم ملی فوتبال اسکاتلند برگزار کرد.
این بازیکن توانسته در بازی‌های ملی، ۱ گل به ثمر برساند.